# Marsangis
Marsangis  ist eine französische Gemeinde mit 46 Einwohnern (Stand: 1. Januar 2022) im Département Marne in der Region Grand Est. Sie gehört zum Kanton Vertus-Plaine Champenoise und zum Arrondissement Épernay. 

## Geografie
Die Gemeinde Marsangis liegt im Süden der Trockenen Champagne, etwa 15 Kilometer nordöstlich von Romilly-sur-Seine. Sie ist umgeben von folgenden Nachbargemeinden:
|                            | La Chapelle-Lasson                          | Thaas          |
| Allemanche-Launay-et-Soyer | Kompassrose, die auf Nachbargemeinden zeigt | Saint-Saturnin |
| Anglure                    | Granges-sur-Aube                            | Vouarces       |

## Bevölkerungsentwicklung
| Jahr                       | 1962 | 1968 | 1975 | 1982 | 1990 | 1999 | 2008 | 2018 |
| -------------------------- | ---- | ---- | ---- | ---- | ---- | ---- | ---- | ---- |
| Einwohner                  | 70   | 85   | 79   | 67   | 62   | 57   | 49   | 47   |
| Quellen: Cassini und INSEE |      |      |      |      |      |      |      |      |

## Sehenswürdigkeiten
- Kirche Saint-Gengoult